# Ion Erro
Ion Erro Armendáriz (Belzunce, Navarra, 22 de enero de 1968). Gestor de proyectos e investigador social navarro. Empresario con Proyecto 21 Consulting y MyVeg. Fue Parlamentario navarro durante las legislaturas 1995-1999 y 2007-2011 por IUN-NEB. El 31 de octubre de 2010 anuncia su retirada de la actividad política pública y el inicio de una nueva vida laboral como emprendedor.

## Actividad empresarial
Hasta el año 2015, fue el promotor y gerente de la Empresa "Verduras del Reyno", dedicada a la elaboración de platos gastronómicos saludables, abriendo centros de producción en Pamplona y Madrid bajo la marca de "MyVeg". En esta empresa también participa como socio David Yárnoz, afamado cocinero con 3 estrellas Michelin por sus Restaurantes "Molino de Urdániz" en Navarra y en Taipéi.[cita requerida]
Desde el año 2016, dirige la Consultora Proyecto 21 en Navarra especializada en proyectos de innovación social, gestión del talento y estrategias sectoriales de políticas públicas. Asimismo, destaca su experiencia en estudios de contenido social y ambiental. El equipo de Proyecto 21 lo componen un grupo de sociólogos, investigadores sociales, expertas en género, periodistas y trabajadores sociales.[cita requerida]

## Actividad política
Miembro del Parlamento de Navarra en la legislatura 1995-1999. 
En las elecciones de mayo de 2007 resultó elegido nuevamente Parlamentario Foral y fue el Portavoz de IUN-NEB en las Cortes de Navarra. Integrante de la Junta de Portavoces del Parlamento de Navarra. Fue integrante de las Comisiones Parlamentarias de Régimen Foral; Relaciones Institucionales; Presidencia, Justicia e Interior; Economía y Hacienda; Vivienda y Ordenación del Territorio; Medio Ambiente y Desarrollo Rural; y de Innovación, Empresa y Empleo. Asimismo, resultó elegido Presidente de la Ponencia sobre el Cambio Climático en el Parlamento de Navarra.[cita requerida]

## Aficiones
Su verdadera pasión es la cocina. Tiene abierto un blog gastronómico y está embarcado en la actualidad en la edición de un libro de gastronomía y literatura, basado en las recetas que diariamente ha ido publicando cada día del confinamiento por causa de la COVID-19 en sus páginas de Facebook e Instagram. Los textos literarios serán obra de la escritora Fátima Frutos.
Aficionado a la micología, el montañismo, los viajes y la gastronomía.[cita requerida]